# Bramwell Tovey
Bramwell Tovey (OM) (Ilford, district Redbridge, 11 juli 1953 – Barrington (Rhode Island), 12 juli 2022) was een Brits componist, dirigent, pianist en tubaïst.

## Levensloop
Tovey groeide op in de muzikale bronnen van de brassband van het Leger des Heils als tubaïst. Zijn opleiding kreeg hij aan de "Ilford County High School". Later studeerde hij piano en compositie en tuba bij John Fletcher aan de Royal Academy of Music en aan de Universiteit van Londen.
In 1988 werd hij dirigent van het weder opgericht orkest van de "D'Oyly Carte Opera Company". Van 1989 tot 2001 was hij dirigent van het Winnipeg Symphony Orchestra. Van begin in 1992 aan was hij artistieke directeur van het New Music Festival te Londen. In Canada werd hij chef-dirigent van het Vancouver Symphony Orchestra in september 2000. Van 2002 tot 2006 was hij eveneens dirigent van het Luxembourg Philharmonic Orchestra. Vanaf de invoering van de "Summertime Classics" is hij regelmatig gast-dirigent van het New York Philharmonic en vanaf maart 2008 ook bij het Los Angeles Philharmonic Orchestra voor de Hollywood Bowl summer concerts.
In april 2006 werd hij dirigent van de National Youth Brass Band of Great Britain. Hij is al lang als dirigent verbonden aan de Britse "Fodens Brass Band" en maakte met hun verschillende cd-opnames.
Van de Universiteit van Winnipeg in Winnipeg, de Universiteit van Manitoba in Winnipeg en het Kwantlen University College werd hij tot eredoctor benoemd. Hij won een Grammy Award en een Juno Award. Verder was hij met een lied uit de film "In a Heartbeat" genomineerd tot een Genie Award. In 1999 kreeg hij de M. Joan Chalmers National Award for Artistic Direction, een prestigieuze prijs uit Canada.
Hij kreeg een Fellowship van de Royal Academy of Music te Londen en van het Royal Conservatory of Music in Toronto.
Als componist schreef hij werken voor orkest, harmonieorkest en brassband, muziektheater en kamermuziek.
Hij had de ziekte sarcoma vanaf 2019. Tovey overleed thuis, 69 jaar, in Barrington.

## Composities

### Werken voor orkest
- 1992 Party Pieces, voor orkest
- 1997 A Fistful of Gilders, voor spreker, kinderkoor en orkest
- 2004 Manhattan Music, voor koperkwintet en orkest
- 2008 Urban Runway, voor strijkorkest, harpen, piano/celesta, slagwerk en pauken

#### Concerten voor instrumenten en orkest
- 1999 Concert, voor altviool en orkest
- 2000 Concert, voor cello en orkest

### Werken voor harmonieorkest en brassband
- 1995 The Bardfield Ayre, voor brassband
- 2005 The Night to Sing, voor brassband (verplicht werk voor de "British Open Brass Band Championship" in 2005)
- 2006 Urban Cabaret, voor trombone en brassband
- 2007 Nine Daies Wonder, voor viool en brassband
- 2007 Manhattan Music, voor koperkwintet en harmonieorkest
- 2007 Echoes of Jericho, voor koperensemble (4 hoorns, 3 trompetten, 3 trombones, tuba), pauken en slagwerk
- 2008 Pictures in the Smoke, voor piano, koperensemble en slagwerk

### Missen en gewijde muziek
- 2003 Requiem for a Charred Skull, voor groot gemengd koor en brassband
- 2003 Magnificat, voor sopraan, gemengd koor, kinderkoor, koperblazers en slagwerk

### Muziektheater

#### Opera's
| Voltooid in | titel        | aktes | première                                   | libretto                                                                                     |
| ----------- | ------------ | ----- | ------------------------------------------ | -------------------------------------------------------------------------------------------- |
| 2009-2011   | The Inventor |       | januari 2011, Calgary, Calgary Opera House | John Murrell gebaseerd op de biografie van Alexander "Sandy" Keith uit Halifax (Nova Scotia) |

#### Balletten
| Voltooid in | titel          | aktes | première                                  | libretto | choreografie  |
| ----------- | -------------- | ----- | ----------------------------------------- | -------- | ------------- |
| 1986        | The Snow Queen |       | 1986, Londen, Sadler's Wells Royal Ballet |          | David Bintley |

### Vocale muziek
- 2007 Fugitive Voices, voor 2 sopranen, mezzosopraan en strijkseptet

### Kamermuziek
- 1981 The Three Graces, voor piano-trio
- 1986 Coventry Variations, voor koperensemble
- 2004 Santa Barbara Sonata, voor koperkwintet
- 2007 Pictures in the Smoke, voor piano, koperensemble en slagwerk

### Filmmuziek
- 2005 Eighteen